# Amazonas (Venezuela)
Amazonas is een van de 23 staten van Venezuela. Ze is gelegen in het zuiden van Venezuela.

## Bestuurlijke indeling
Amazonas bestaat uit zeven gemeenten:
| Nr. | Gemeente     | Inwoners | Hoofdplaats             | Inwoners |
| --- | ------------ | -------- | ----------------------- | -------- |
| 1   | Alto Orinoco | 20.030   | La Esmeralda            | 12.744   |
| 2   | Atabapo      | 12.556   | San Fernando de Atabapo | 9.404    |
| 3   | Atures       | 106.171  | Puerto Ayacucho         | 41.000   |
| 4   | Autana       | 9.671    | Isla Ratón              | 9.612    |
| 5   | Manapiare    | 11.486   | San Juan de Manapiare   | 8.771    |
| 6   | Maroa        | 2.026    | Maroa                   | 2.029    |
| 7   | Río Negro    | 2.916    | San Carlos de Río Negro | 1.200    |

| Detailkaart                             |
| --------------------------------------- |
| Brazilië Colombia Bolívar 1 2 3 4 5 6 7 |
| Gemeenten                               |

## Constitutionele status
Amazonas is een deelstaat van Venezuela en heeft dus een eigen regering en parlement. Deze status van deelstaat heeft Amazonas sinds 23 juli 1992. Voorheen was het een territorium.
De gouverneur van het gebied is Miguel Rodríguez.

## Demografie
Amazonas is een extreem dunbevolkt gebied. Het kent 0,8 inwoners per km². Toch kende de staat een demografische toename sinds de Tweede Wereldoorlog.
| Inwoners van Amazonas | Inwoners van Amazonas |
| --------------------- | --------------------- |
| 1941                  | 3.728                 |
| 1950                  | 10.582                |
| 1961                  | 11.757                |
| 1971                  | 21.696                |
| 1981                  | 45.667                |
| 1990                  | 55.717                |
| 2001                  | 101.908               |
| 2011                  | 146.480               |